# زمان سفر

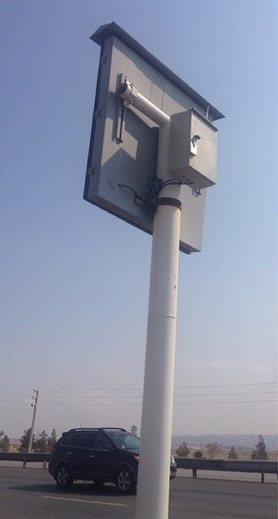
سنسور بلوتوث برای اندازه‌گیری زمان سفر در آزادراه تهران-قم

سامانه زمان سفر، سامانه‌ای است که در آن، زمانی که برای طی یک مسیر از نقطه آ تا ب طول می‌کشد اندازه‌گیری و محاسبه می‌شود. برای اندازه‌گیری زمان سفر، شناسه‌ای منحصر بفرد از خودرو درمبدأ شناسایی شده و همراه با یک برچسب زمانی به سرور ارسال می‌شود. در مقصد نیز همان شناسه شناسایی می‌شود و برچسب زمانی می‌خورد. سرور از تفاضل برچسب‌های زمانی، زمان سفر این خودرو را اندازه‌گیری می‌کند. با شناسایی تعداد کافی از خودروها، زمان سفر میانگین با استفاده از روش‌های آماری پیشرفته محاسبه می‌شود.
برای تشخیص خودروها، از شناسه‌های مختلف مانند پلاک خودرو، آدرس مک دستگاه‌های بلوتوث داخل خودرو یا تگ عوارضی استفاده می‌شود.
با استفاده از این سیستم در شهر یا جاده، می‌توان زمان سفر به مسافرین اطلاع رسانی کرد تا در صورت شلوغی مسیر، از سفرهای غیرضروری اجتناب کنند. استفاده از سیستم زمان سفر و اطلاع رسانی آن، زمان سفر میانگین و حداکثر زمان سفر را به‌طور قابل توجهی کاهش می‌دهد.

## کاربردها
در نوروز ۹۴، سامانه زمان سفر با تکنولوژی بلوتوث در چند محور راه‌اندازی شده و زمان سفر از طریق سامانه ۱۴۱، به کاربران اطلاع رسانی شد.
هم اکنون این سامانه در شریان‌های تهران-نظرآباد، تهران-ساوه، تهران-قم،کرج-چالوس، تهران-ساری مسیرهای هراز و فیروزکوه به صورت عملیاتی در حال بهره برداریست که اطلاعات از سامانه تلفنی 141، کانال تلگرام rah141، و وبسایت مرکز مدیریت راه‌های کشور قابل دستیابیست.
همچنین این سامانه اکنون در شهرهای اصفهان و اراک راه اندازی شده‌است.